# Jean de Saint-Samson
Pour les articles homonymes, voir Saint-Samson.
Jean du Moulin plus connu sous le nom de Jean de Saint-Samson (1571-1636) est un moine de l'ordre des Grands carmes à Dol-de-Bretagne puis à Rennes. Il participe et soutient la réforme du carmel de Rennes dite aussi réforme de Touraine.
Aveugle dès l'enfance, il devient musicien avant d'entrer au Carmel à 35 ans. Grand mystique, il dicte de nombreux traités, lettres, poésies et ouvrages qui seront par la suite publiés. Son tombeau, au couvent des Carmes de Rennes est un lieu de visites et de dévotion importante (nombreux ex-votos) jusqu'à la Révolution française qui provoquera la destruction du couvent et de l'église.
Une partie de ses reliques a été remise aux Grands carmes, lors de leur réinstallation à Nantes en 1990. Si Jean de Saint-Samson n'a jamais fait l'objet d'un procès en béatification, son titre de vénérable, attribué par son premier biographe (Albert le Grand), est resté dans les usages.

## Biographie

### Enfance
Jean du Moulin, en religion Jean de Saint-Samson (ou Joannes a Sancto Samsone, Jan de Sainct-Samson ), né à Sens le 29 décembre 1571, de Pierre du Moulin, contrôleur des tailles, et Marie d'Aiz, dans une famille de trois enfants, il devient aveugle à cause d'un accident à l'âge de deux ans (Albert le Grand écrira pour sa part qu'il était aveugle dès le berceau  après avoir contracté une petite vérole). Albert Le Grand, dans sa biographie, en fait un adolescent mystique prédestiné et appelé à la sainteté dès l'enfance, d'autres biographes comme Brémond le décrivent comme un mendiant aveugle, devenu mystique à partir de sa rencontre providentielle avec Matthieu Pinault à Paris.
Orphelin de père et de mère à l'âge de dix ans, il est élevé par un tuteur, Zacharie d'Ais, qui lui apprend les lettres latines et à jouer de la musique : de l'épinette, de la viole, de la mandore, du luth, de la harpe, de la flûte et surtout, de l'orgue. À douze ans, il tient l'orgue du couvent dominicain de sa ville. Il aime également beaucoup  les vers de Ronsard.

### Voyage à Paris et entrée au Carmel

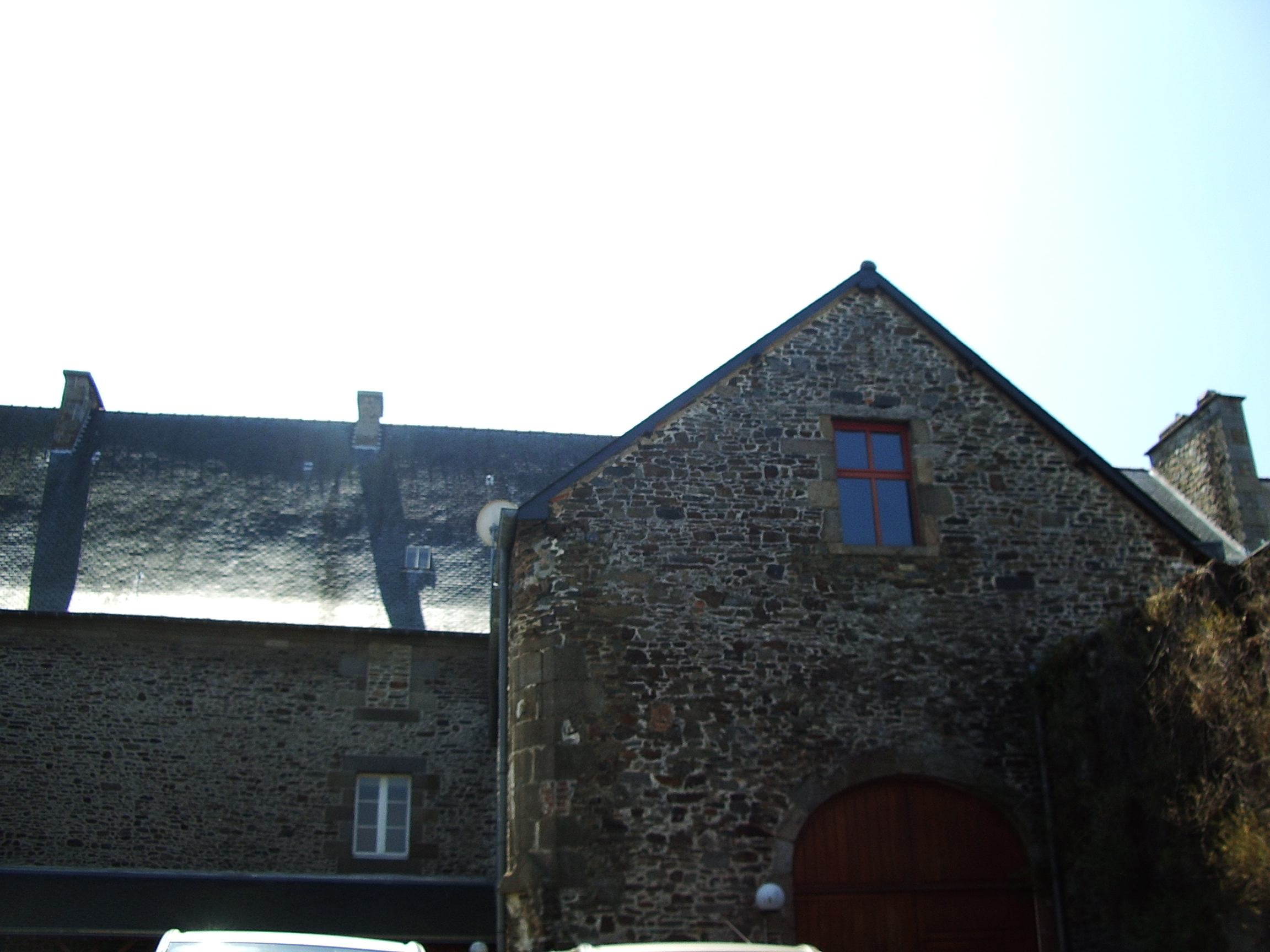
Vestiges de l'ex-couvent des Visitandines, auxquelles succédèrent les Bénédictines à Dol-de-Bretagne

En 1603 Jean monte à Paris pour rejoindre un frère, secrétaire et trésorier de la Gendarmerie de France. Il alterne la vie chez son frère et la vie de mendiant et musicien aveugle (il jouait de quatorze instruments de musique) dans le quartier latin. Il loge chez un épicier, et, le matin, un petit garçon le conduit dans l'église du carmel de la Place Maubert où il joue de l'orgue, communie chaque jour, se confesse au Père Jacques, puis reste en oraison. Parfois il se confesse à un père Carme du nom de Père Jacques.
Il rencontre Matthieu Pinault du carmel de la Place Maubert qu'il commence à conseiller spirituellement. Jean fait connaitre autour de lui la littérature mystique, et un petit cercle spirituel se forme autour de lui. Après la mort de son frère, il cède son héritage aux pauvres et part loger quelque temps dans une cellule du Carmel (sans pour autant vouloir entrer dans l'ordre).
En 1606, lorsque Matthieu Pinault a fini ses études et décide de rentrer au couvent de Dol, Jean déclare vouloir le suivre pour entrer lui aussi au Carmel. Jean du Moulin entre ainsi au noviciat des Carmes, dans le couvent de Dol-de-Bretagne en 1606, comme frère convers.
Le frère Jean prononce ses vœux en 1507 et prend le nom religieux de Jean de Saint-Samson en l'honneur du saint du lieu, Samson de Dol

### Au couvent de Rennes

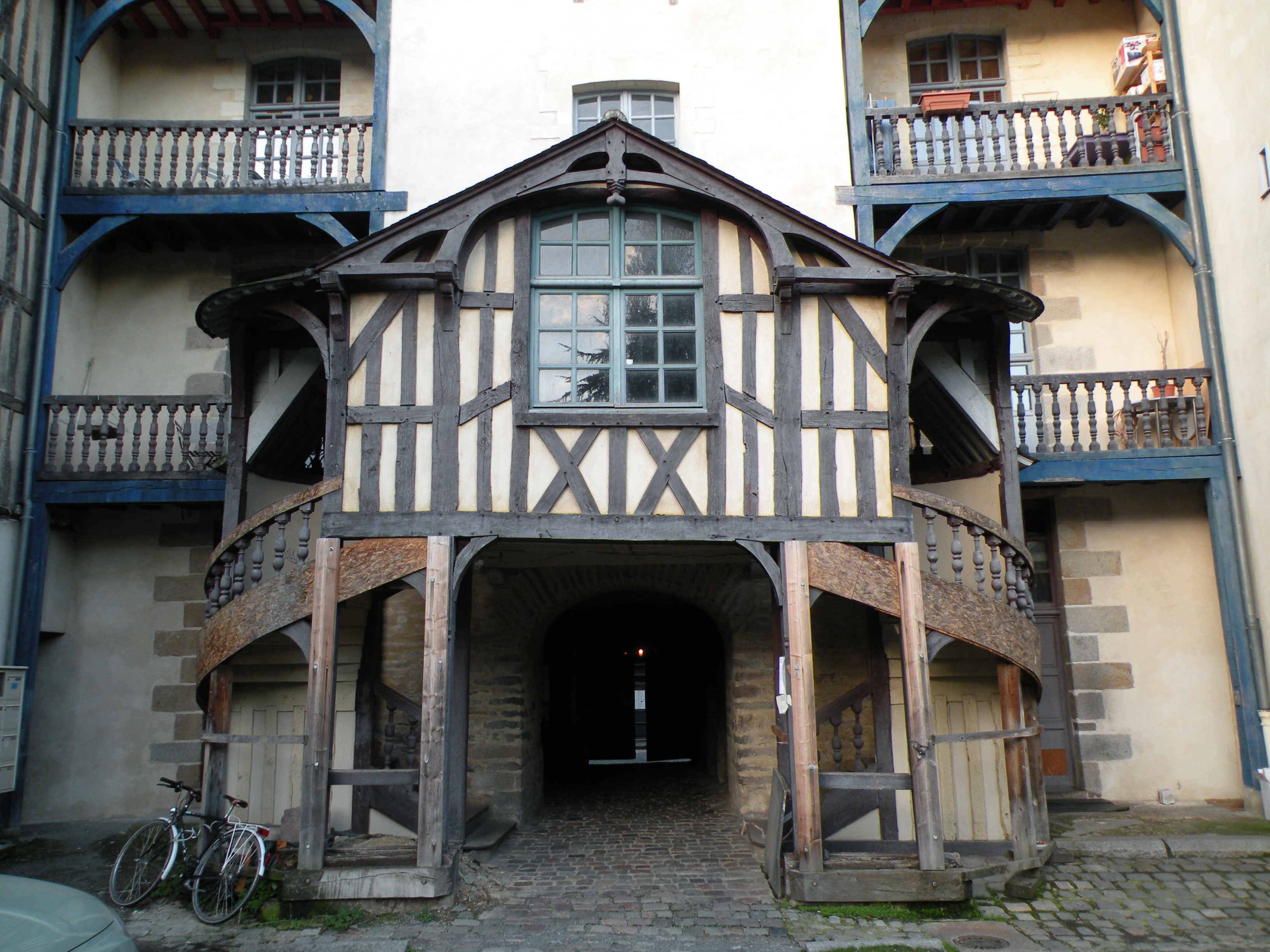
Rennes, grande maison des carmes.

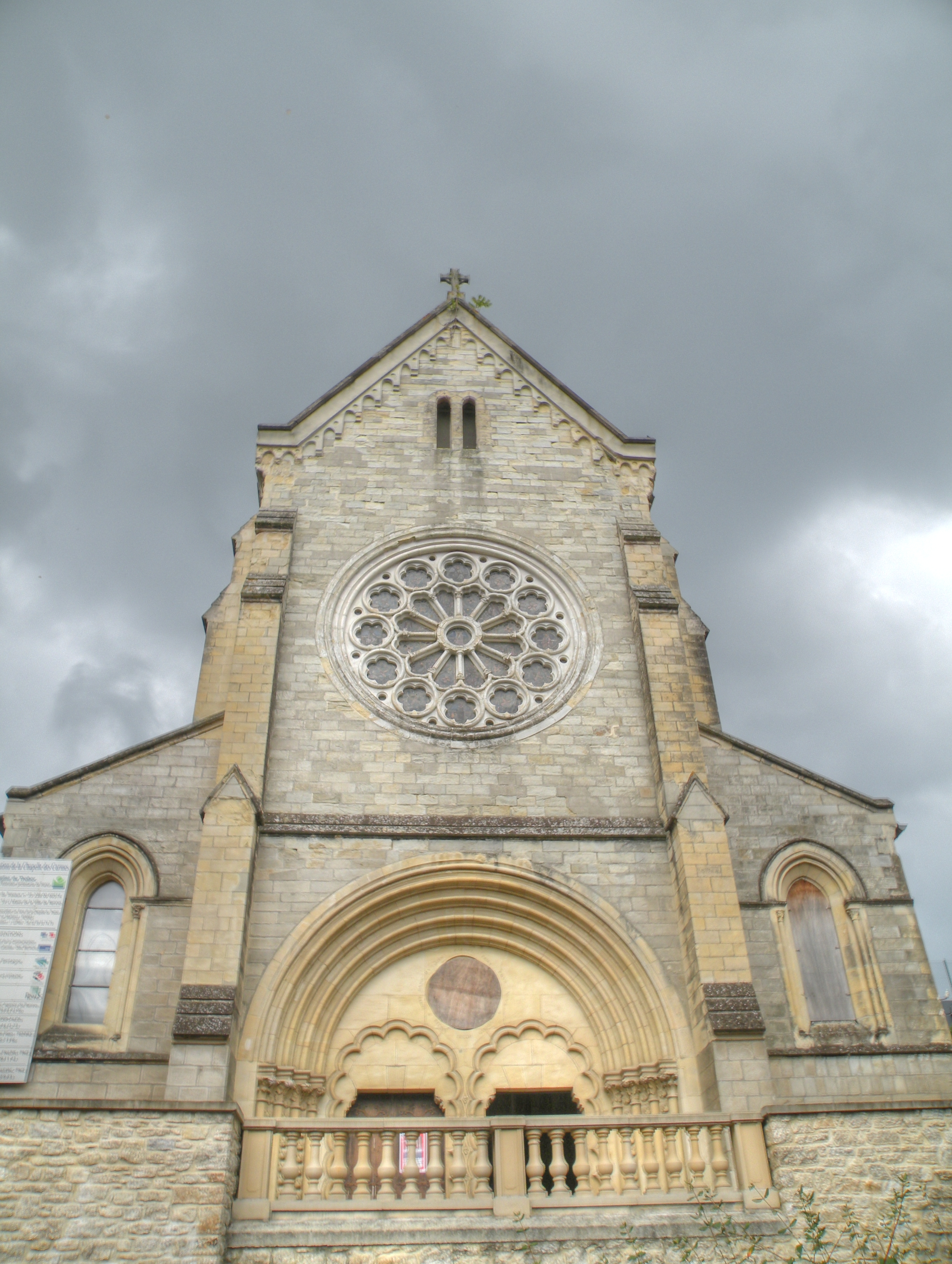
Rennes, ancienne chapelle des carmes.

En 1612, Jean de Saint-Samson est appelé au couvent de Rennes où il restera jusqu'à sa mort en dehors de différents déplacements qu'il réalisera afin de faire appliquer la réforme des couvents.
Peu de temps après son arrivée, une épidémie de peste se déclare dans la région. Au couvent plusieurs moines décèdent. La communauté décide de partir. Seul Jean de Saint-Samson et un jeune novice restent au couvent. Ils vont alors se dévouer pour soigner les victimes de la peste, accompagner les agonisants. 
Mais à leur tour ils sont contaminés par l'épidémie, et doivent rejoindre l’hôpital installé au Champ de Saint-James. Un jour, alors que son frère moine est malade, après une prière du frère Jean, le moine guérit miraculeusement. La nouvelle de son don de thaumaturge commence alors à circuler.
Après la fin de l'épidémie de peste, les deux moines retournent au monastère. La réputation de thaumaturge du frère Jean se répand sur une grande distance, et les malades viennent de très loin pour être guéris des fièvres. Le frère Jean prononce sur eux l'oraison qui se disait à Saint-Pierre de Rome : (la) « Dominus JESUS, qui curavit socium Petri a febribus quibus Petrum tenebatur, ipse curet famulum tuum a febri qua laborat. In Nomine Patri et Filii et Spiritus Sancti Amen ». Un jour, l'évêque Antoine de Revol, inquiet de voir s'installer une superstition dans son diocèse, vient au couvent avec un médecin observer les agissements du moine. Après avis du médecin, il confirme Jean de Saint-Samson dans sa mission de thaumaturge. L'évêque deviendra par la suite son fils spirituel.

### Le réformateur du Carmel
Jean de Saint-Samson fut le principal collaborateur du Philippe Thibault, carme angevin célèbre, à l'origine de la réforme de Touraine. 
Le père Philippe Thibault, qui s'interrogeait sur la capacité d'un simple moine convers d'enseigner des frères carmes sur l'oraison, et des questions très spirituelles, demanda au frère Jean de dicter un texte sur la manière de faire oraison. Ce texte, qui deviendra son premier traité De la consommation du Sujet en son Objet, fut transmis pour étude et approbation à des carmes déchaux, des capucins et des jésuites. Tous confirmèrent le haut niveau spirituel du frère carme. Néanmoins, le père Thibault poursuivit un temps son étude, avant d'avoir pleinement confiance dans le frère Jean et de lui demander d'instruire spirituellement les autres moines du couvent et de poursuivre ses rédactions d'ouvrages. Jean s'occupe alors pendant 25 ans des novices au couvent de Rennes, leur apportant des conseils spirituels (mais sans avoir directement la charge de maitre des novices). Plusieurs de ses disciples poursuivront son œuvre de réforme et sa mystique après sa mort.
Cette réforme consistait à remettre la prière et l'oraison au centre de la vie carmélitaine. Elle incluait la pratique du jeune, le silence, la prière des offices durant la journée ainsi que la suppression de certains privilèges. Cette réforme était moins rigoureuse que la réforme thérésienne (menée par Thérèse d'Avila) auprès des couvents que l'on nommera déchaussés. Albert le Grand dira du frère Jean que « Dieu l'avait destiné pour être le plus clair flambeau de notre petite observance dans les choses spirituelles. ». Certains auteurs le qualifieront même de « saint Jean de la Croix de la nouvelle réforme » (à cause de ses nombreux écrits mystiques).
Installé au couvent de Rennes, Jean de Saint-Samson y enseigne la réforme de la vie carmélitaine dans son couvent, par son exemple et ses enseignements. Il fera quelques déplacements au couvent de Dol pour y mettre en place et enseigner la réforme.

### Sa mort

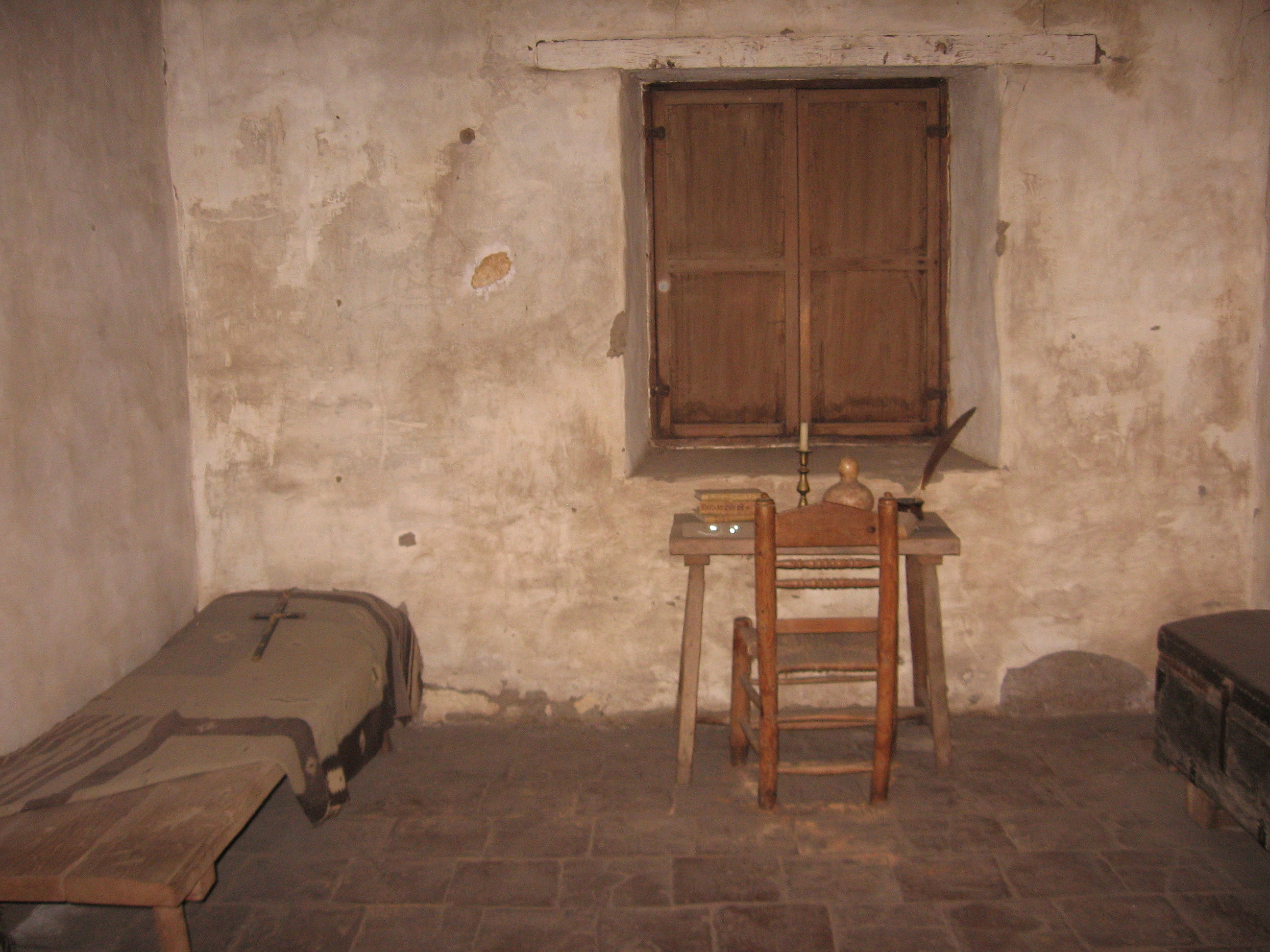
Cellule de Carme

Il meurt à Rennes le 14 septembre 1636, jour de la fête de l'Exaltation de la Sainte-Croix en prononçant ces mots « Christo crucifixus sum Cruci » et il est enterré dans l’ancienne église de Toussaints. Le jour de ses obsèques, la foule accourt. On fait toucher à son corps des chapelets, on prend ses vêtements comme reliques, on fait des images de cire et les fidèles prononcent des vœux. Il est vénéré comme un saint.
Le premier éditeur de ses écrits fut le P. Donatien de Saint-Nicolas. L'écrivain Albert Le Grand mentionne Jean de Saint-Samson dans son livre, Les vies des saints de la Bretagne Armorique et le déclare vénérable, mais il ne fut jamais béatifié à Rome.

### Dévotion des fidèles
Plusieurs miracles furent rapportés comme ayant eu lieu sur sa tombe, dans l'église des Carmes de Rennes, à la chapelle Notre-Dame de Pitié, près du tombeau de Robert Cupif (+1659), évêque de Dol. Sa tombe sera régulièrement visitée par les fidèles qui viennent y prier et y faire célébrer des messes sur l'autel de la petite chapelle. De nombreux ex-voto sont ajoutés dans la chapelle en remerciement par les fidèles.
Un président du Parlement de Rennes, Luc Godard, seigneur des Loges, fit la promesse de lui construire un tombeau s'il guérissait d'un mal incurable. Une fois guéri "miraculeusement", il lui fit déposer sur son tombeau une plaque de marbre gravée de l'épitaphe suivante :

#### Épitaphe
| Latin | Français |
| --- | --- |
| HOC SUB MARMORE QUIESCIT VEN. FR.JOANNES A SANCTO SAMSONE Carmel. Reform. Laïcus, Observantiae Rhedonensis Vere caecus Illuminantissimus, quo Sapientius aut fusius hoc saeculo scripsit nemo de rebus mysticis, et vera contemplatione. VITAM DUXIT Austeritate et laboribus asperam Coelestium contemplatione suavem Daemonum continuo conflictu horribilem Angelorum consortio jucundissimam Humilitate ad ima depressam Ardore Seraphico in Deum transformatum QUOTIDIANA SYNAXI REFECTUS Pabulum caeleste ccasto pectore etiam ad sex horas inconsumptum nativo calore in amorem verso. Quippe delicias putat Christus, purissimo sinu teneri. QUID PLURA in vita sua fecit monstra, in morte mirabilia opreatus est; Quae si linguae mortalium sileant, istius saxa sepulchri perpetuo loquentur. SISTE ITAQUE VIATOR Et, si me amas, hic Deum adora in suis gloriosum Obiit in Carmelo Rhedonensi vere mundo Crucifixus, in Festo exaltationis S. Crucis, 14 Septembris 1636. | SOUS CE MARBRE REPOSE LE VENERABLE JEAN DE SAINT SAMSON Carmel réformé, laïc, Observance de Touraine, Aveugle vraiment illuminé, Très sage et inspiré en ce siècle il écrivit beaucoup de choses sur la mystique, et la contemplation IL PASSA SA VIE Dans l'austérité et ses travaux, il parvint à une suave contemplation des choses célestes, par son combat continuel contre les démons, Dans un dialogue très agréable avec les anges Dans l'humilité il s'est enfoui dans les abîmes Transformé en Dieu par une ardeur toute Séraphique QUE DIRE DE PLUS ? Durant sa vie il fit des merveilles, durant sa mort des miracles Si les langues se taisent, les pierres de son sépulcre parleront toujours « Et, si tu m'aimes, adore ce Dieu glorieux en ses œuvres » Crucifié au monde dans le Carmel de Touraine, Fête de l'Exaltation de la Sainte Croix 14 septembre 1636 |

## Postérité
Jean de Saint-Samson a eu plusieurs disciples qui ont transmis sa pensée et sa mystique après sa mort : Dominique de Saint-Albert, Léon de Saint-Jean, Marc de la Nativité, Maur de l'Enfant-Jésus, et Léon de Saint-Jean (conseiller de Marie de Médicis et ami de saint François de Sales).
Ses principaux biographes et éditeurs sont le P. Donatien de Saint-Nicolas puis le P. Sernin-Marie de Saint-André (O.C.D.). Il publie sa Vie et ses Œuvres en 1641 à Paris.
En octobre 2008, une conférence a lieu à Rennes sur Jean de Saint-Samson. Elle est menée par le frère carme Yves de Sainte-Marie, et le père Yves Jausions du diocèse de Rennes.
Sa mémoire liturgique est célébrée le 14 septembre.

## Tombeau et reliques
Sa tombe a disparu avec la chapelle Notre-Dame de pitié du couvent de Rennes.
Le crâne de Frère Jean de Saint-Samson, fut transmis par les Pères Missionnaires de l'Immaculée Conception aux carmes déchaux de Rennes,. Plus tard, le 20 juillet 1990, le couvent des carmes déchaux d'Avon, qui ont hérité de la relique, retransmettent aux Grands carmes installés à Nantes la précieuse relique. Une source indique la présence d'une relique dans une chapelle des carmes de Bourges.

## Sa pensée et ses œuvres

### Sa pensée
Grand carme et non carme déchaux, il fut donc lié à la réforme de Touraine des carmes de France. Cette réforme comporte une observation stricte de la règle d'origine, liée la contemplation et à l'oraison. Il était spécialiste de l'oraison, la prière des carmes par excellence, laquelle était pour lui incessante, en particulier de l'oraison aspirative, propre à la réforme de Touraine.
Il se faisait lire de nombreux écrits spirituels comme il le faisait déjà à Paris, dictait beaucoup : des écrits spirituels et mystiques comme Epithalame, ou l'Aiguillon de l'Amour de Dieu dédié à son fils spirituel, Monseigneur Antoine Revol, évêque de Dol ; des conseils à l’usage des supérieurs ; des lettres et des cantiques ; en tout plus de 4000 pages. Il s'était fait sans doute lire par ses frères les mystiques flamands, en particulier Jean de Ruisbroek.
C'est un des plus grands écrivains mystiques, qu'on surnomme le saint Jean de la Croix français :  Mais lorsqu'on lui demanda s'il avait lu les écrits de Jean de la Croix, il répondit que « oui, et qu'ils étaient fort excellents, mais qu'il existait encore une vie par-dessus cela ». Il ne le cite pas, citant plutôt sainte Thérèse d'Avila et Jean de Jésus-Marie. Heinz Blommestijn fait une vingtaine de rapprochements avec l'œuvre du saint espagnol : thèmes et termes communs comme  « écorce », ou « aiguillon ». Sainte Thérèse de Lisieux reprit  dans son Histoire d'une âme, certains de ses thèmes spirituels, comme  l' « Offrande en holocauste » qui fut sa prière de consécration.  Il avait une dévotion particulière pour la Passion. Il était souvent en extase après la communion et il ressentait la présence du Saint Sacrement. Sa devise était Toujours mourir. Il avait une grande dévotion à la Passion et faisait de sa vie un continuel martyre, se mortifiant beaucoup, en particulier dans la nourriture. Albert Le Grand le décrit persécuté  par tous les démons de l'enfer.

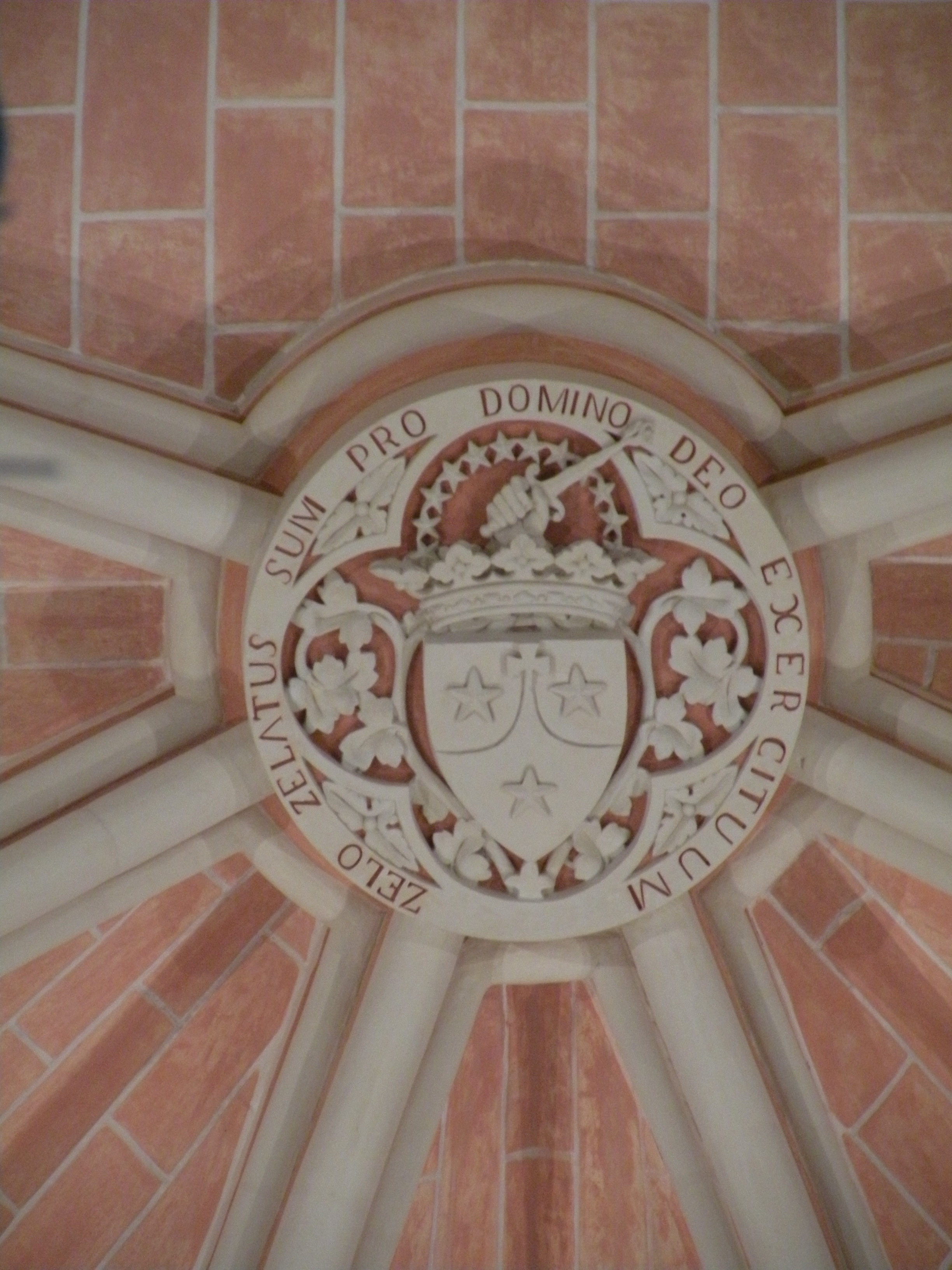
Clef de voûte de la chapelle des carmes

### Œuvres
Jean de Saint-Samson laisse de très nombreux écrits mystiques, parmi lesquels l’Épithalame, ou poème d'amour, ainsi que des textes sur l'Eucharistie. Étant aveugle, ses lettres, traités, médiatations et poèmes, ont été rédigés sous sa dictée par d'autres frères carmes ou novices. Il a dicté plusieurs milliers de  pages, dont la plupart restent à étudier.
Entre 1650 et 1659 ce sont plus de 4000 pages qui sont publiées et diffusées par le père Donatien de Saint-Nicolas (O.Carm). Entre autres, ce dernier publie, en 1658, deux tomes d'écrits du frère Jean de Saint-Samson.
Aux dires d'Albert Le Grand, le frère Jean avait composé plus de cent traités de théologie mystique, comme le Traité de la Tribulation ou le Traité de la Préparation à la mort. Ses écrits manuscrits sont toujours conservés aux Archives départementales d'Ille-et-Vilaine (Rennes).
- Jean de Saint-Samson, Méditations pour les retraites ou exercices en dix jours, Yvon, 1655, 538 p. (lire en ligne)
- Theoremata, Opuscula
- De la Souveraine consommation de l'Amour
- Maximes & de ses pieux sentiments
- Jean de Saint-Samson, La mort des saincts précieuse devant Dieu, ou L'art de pâtir et mourir, A Pas-de-Loup, 1657, 188 p. (lire en ligne)
- L'Aiguillon, les flammes, les flèches, et le miroir de l'amour de Dieu, propres pour énamourer l'âme de Dieu en Dieu mesme
- Direction pour la vie intérieure
- Jean de Saint-Samson, Les Contemplations et les divins Soliloques, D. Thierry, 1654, 600 p. (lire en ligne)
- Epithalame
- Jean de Saint-Samson, Le vray esprit du Carmel : réduit en forme d'exercice pour les âmes, 1655, 180 p. (lire en ligne)
- Jean de Saint-Samson, Le cabinet mystique, Vve Yvon, 1655, 385 p. (lire en ligne)
- Actes de la vie chrétienne,

etc.

### Citations
- « Pourquoi suis-je donc créé, ô mon amour et ma vie, sinon pour vous aimer sans vos dons et pour devenir amour en amour, vous désirant tout entier, vous voulant tout entier en vous-même, sans vos dons, en nous seul, tout entier, totalement ? ».

#### Éditions contemporaines
- Jean de Saint-Samson, Le vrai esprit du Carmel, Mers-sur-Indre, Centre Saint Jean de la Croix, coll. « Sources mystiques », 2012, 616 p. (ISBN 978-2-909271-74-3)
- (it) Jean de Saint-Samson, Œuvres complètes 1 : L'Aiguillon, les flammes, les flèches et le miroir de l'Amour de Dieu, Edizioni Carmelitane, 1987 (ISBN 978-88-7288-004-3)
- (en) Jean de Saint-Samson et Hein Blommestijn, Œuvres complètes 2 : Méditations et Soliloques, Edizioni Carmelitane, 1993, 340 p. (ISBN 978-88-7288-022-7)
- Jean de Saint-Samson, La Pratique essentielle de l'amour, Cerf, coll. « Textes », 1989, 206 p. (ISBN 978-2-204-03172-1)
- Jean de Saint-Samson, Épithalame ou Chant d'Amour, Seuil, coll. « Livre de vie », 1997, 177 p. (ISBN 978-2-02-030898-4)
- Jean de Saint-Samson, Directions pour la vie intérieure, Seuil, coll. « La vigne du Carmel », 1948 (ISBN 978-2-02-002986-5)

#### Anciennes éditions
- F. Jean de S.-Samson, La Vie, les maximes et une partie des œuvres du F. Jean de S.-Samson, de l'ordre des Carmes réformés, Paris  : D. Thierry, le R. P. Donatien de Saint-Nicolas, 1651, 373 p. (lire en ligne) (non réédité)
- (la) Vita, theoremata et opuscula Joannis a S.-Samsone, Lyon, J.-A. Huguetan, R. P. Mathurinum A S.-Anna, 1654
- Jean de Saint-Samson, Les œuvres spirituelles et mystiques du divin contemplatif, 1060 p. (lire en ligne)

#### Biographies ethagiographies

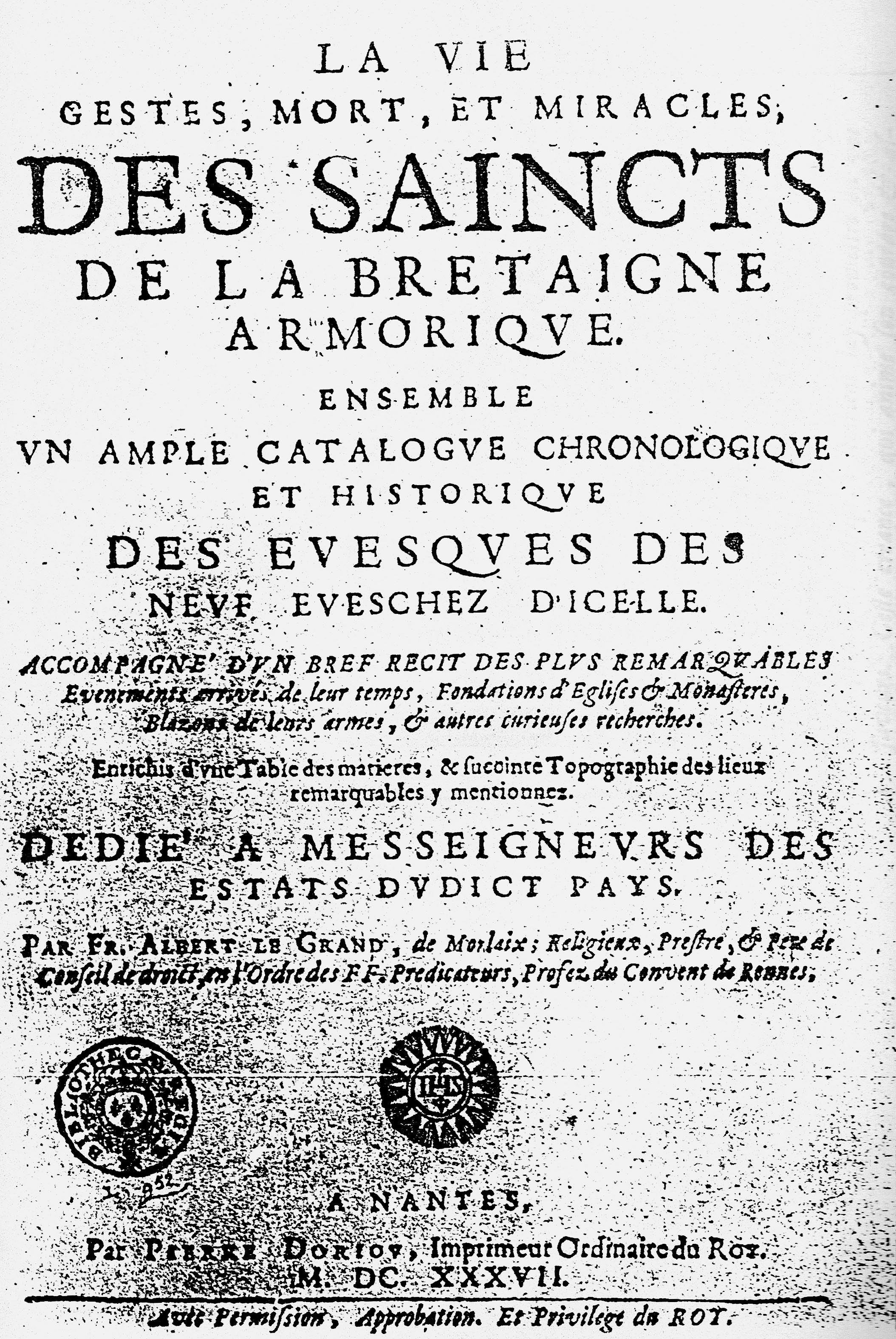
Page de titre de la première édition de La Vie des saincts de la Bretaigne armorique, 1637

- Lacoste Jean-Yves, Revue Philosophique de Louvain, vol. 85 (no 67), 1987, 455 p. (lire en ligne), p 407-408 : Jean de Saint-Samson, Œuvres mystiques Texte établi et présenté par Hein Blommestijn et Max Huot de Longchamp.
- Albert le Grand, Guy Autret et Père Julien Nicole, Les vies des saints de la Bretagne Armorique : ensemble un ample catalogue chronologique et historique des evesques d'icelle... et le catalogue de la pluspart des abbés, blazons de leurs armes et autres curieuses recherches..., Quimper, J. Salaün, 1901, V éd., 1190 p. (lire en ligne), p. 740-757 :  La Vie du Vénérable Frère Jean de Saint Samson (réédition revue et corrigée avec annotation, l'édition originale date de 1637, rééditée avec complément en 1659)  : document utilisé comme source pour la rédaction de cet article.
- Guy Alexis Lobineau, Les vies des saints de Bretagne et des personnes d'une éminente piété qui ont vécu dans la même province. T. 2 /, avec une addition à l'Histoire de Bretagne, vol. 4, Paris, Mequignon Junior, 1837 (lire en ligne), p. 13-29
- R. P. Sernin-Marie de Saint-André, Carme déchaussé, Vie du vénérable frère Jean de Saint-Samson, Religieux carme de la réforme de Touraine, Paris, Poussièlge, 1881, 392 p. (lire en ligne)
- Henri Bremond, de l'Académie française, Histoire Littéraire du Sentiment religieux en France : Depuis la fin des guerres de religion jusqu'à nos jours, t. II - L'Invasion Mystique (1590-1620), Paris, 1915, 606 p. (lire en ligne), Chapitre V, Jean de Saint-Samson p363-393  : document utilisé comme source pour la rédaction de cet article.
- Jérôme de la Mère de Dieu (O.C.D.), Le vénérable Frère Jean de Saint-Samson : sa vie et sa doctrine, La vie spirituelle, 1925, 298 p.
- Suzanne-Marie Boucheraux, Le Rouget de Dol (no 43), 1983 3e trimestre (lire en ligne) Chapitre : Jean de Saint-Samson (1606-1612) : un moine guérisseur au temps de la grande peste à Dol.
- Otger Steggink (O.Carm), Frère Jean de Saint-Samson, O.C. (1571-1636) et sa lecture spirituelle : initiation bibliographique, Collège Internat. des Grands Carmes, 1950, 88 p.
- (en) Wilfrid McGreal, John of St. Samson, Faversham, Kent, Carmelite Press, 1978, 16 p.
- (en) Emanuele Boaga, Perfect Union with God : the Venerable John of Saint-Samson, Rome, Carmelite Institute, unpublished course notes, 1986
- (en) Robert Stefanotti, The Phoenix of Rennes : The Life and Poetry of John of St. Samson, 1571-1636, New York, Peter Lang, 1994, 201 p. (ISBN 978-0-8204-2266-4)

#### Histoire du Carmel et spiritualité
- Bouchereaux Suzanne-Marie, La réforme des carmes en France et Jean de Saint-Samson, Librairie philosophique J. Vrin, 1950, 490 p.
- Suzanne Paul Michel et Dominique de Saint-Albert, Dominique de Saint-Albert : sa vie et sa correspondance avec Jean de Saint-Samson, Apud Curiam Generalitiam, 1950, 167 p.  : document utilisé comme source pour la rédaction de cet article.
- Madame Paul-Henri Michel, née Suzanne Bouchereaux (1901-1979), Un cantique spirituel de Jean de Saint-Samson : Cantique spirituel sur la naissance de Notre Seigneur, par Jean de Saint-Samson, 1949
- P. W. Janssen (O. Carm), Les Origines de la réforme des carmes en France au XVIIe siècle, 1963, 291 p. (ISBN 978-90-247-0180-3, lire en ligne)
- Suzanne-Marie Bouchereaux, La réforme des Carmes en France et Jean de Saint Samson, vol. 37, Catta Étienne Revue d'histoire de l'Église de France (no 130), 1951 (lire en ligne), p. 210-216.